# 온수역
온수(성공회대입구)역(Onsu(Sungkonghoedae Entrance)Station, 溫水(聖公會大入口)驛)은 대한민국 서울특별시 구로구 수궁동에 있는 수도권 전철 1호선과 서울 지하철 7호선의 전철역이자 환승역이다. 서울 지하철 7호선은 이 역부터 장암역까지 서울교통공사 구간이다.

## 역사
- 1988년 1월 16일 : 수도권 전철 1호선 개통과 함께 영업 개시
- 2000년 2월 29일 : 서울 지하철 7호선 온수역~신풍역 구간 개통과 함께 종착역으로 환승역이 됨
- 2012년 10월 27일 : 서울 지하철 7호선 부평구청역~온수역 구간 추가 개통과 함께 중간역이 됨

## 역명
인근에 성공회대학교가 있어서 수도권 전철 1호선과 서울 지하철 7호선의 역명에 성공회대입구(聖公會大入口)가 병기되어 있다.

## 개요
이 역은 환승역임에도 불구하고, 급행열차가 무정차 통과한다. 2022년 1월 1일(토요일)부터 서울 지하철 7호선의 부천·인천 구간 운영권을 인천교통공사로 이관한 이후에 7호선 석남 방향은 이 역에서 승무원을 교대한다. 즉, 도봉산역이나 장암역에서 출발하는 7호선이 인천교통공사 구간으로 직결 운행하는 경우 이 역까지는 서울교통공사 소속의 승무원이 운행하며, 이 역에서 인천교통공사 소속의 승무원과 교대한다. 그 이후부터 석남역까지는 인천교통공사 소속의 승무원이 운행하게 된다.

## 역 구조
7호선의 경우 2면 3선식 승강장이라 선로가 3개인데 1번(장암 방향) 승강장의 선로가 상행(장암 방향) 선로와 직결되는 선로고, 중선인 2(장암 방향)·3번(당역 종착) 승강장 선로는 장암역~이 역 구간의 하행(석남 방향) 선로와 직결되는 형태, 4번(석남 방향) 승강장의 선로는 하행(석남 방향) 선로에서 대피선처럼 갈라져 나오는 형태다. 이에 따라 1번(장암 방향) 승강장과 중선인 2(장암 방향)·3번(당역 종착) 승강장이 본선이었지만 2012년 10월 27일(토요일) 서울 지하철 7호선 부평구청역~이 역 구간 추가 개통으로 하행(석남 방향) 선로를 중선인 2(장암 방향)·3번(당역 종착) 승강장이 아닌 4번(석남 방향) 승강장 선로와 직결시켰다. 이에 따라 중선인 2(장암 방향)·3번(당역 종착) 승강장이 부본선, 1(장암 방향)·4번(석남 방향) 승강장 선로가 본선이 되었고, 1(장암 방향)·4번(석남 방향) 승강장은 석남 착발 열차가, 2(장암 방향)·3번(당역 종착) 승강장은 이 역 착발 열차가 사용하게 조정되었다. 내리는 문의 위치는 석남 착발 열차는 왼쪽, 이 역 착발 열차는 오른쪽으로 다르다. 출입구는 한국철도공사 관할 4개, 서울교통공사 관할 4개로 총 8개다.

### 1호선 승강장
2면 4선의 곡선 쌍섬식 승강장을 갖춘 지상역이며, 반밀폐형 스크린도어가 1(연천 방향)·4번(인천 방향) 승강장에만 설치되어 있고, 2·3번(급행열차 통과선) 승강장에만 스크린도어가 설치되어 있지 않다.
| ↑ 오류동              |
| \| １２ \| \| ３４ \| |
| 역곡(가톨릭대) ↓      |

| 1 | ● 수도권 전철 1호선 | 구로 · 광운대 · 연천 방면         |
| 2 | ● 수도권 전철 1호선 | 급행열차 통과선                   |
| 3 | ● 수도권 전철 1호선 | 급행열차 통과선                   |
| 4 | ● 수도권 전철 1호선 | 부천(부천대학교)·송내 · 인천 방면 |

### 7호선 승강장
곡선 2면 3선식 승강장을 갖춘 지하역이며, 완전밀폐형 스크린도어가 설치돼 있다.
| 천왕 ↑          |
| ４３ \| ２１ \| |
| ↓ 까치울        |

| 1 | ● 서울 지하철 7호선 | 석남(거북시장)발                                                                                               | 가산디지털단지(마리오아울렛)·대림(구로구청)·고속터미널 · 건대입구 · 태릉입구 · 도봉산 · 장암 방면              |
| 2 | ● 서울 지하철 7호선 | 온수발 | 가산디지털단지(마리오아울렛)·대림(구로구청)·고속터미널 · 건대입구 · 태릉입구 · 도봉산 · 장암 방면              |
| 3 | ● 서울 지하철 7호선 | 장암 방향 회차 및 열차 당역 종착 천왕기지 입고 열차 당역 종착                                                  | 장암 방향 회차 및 열차 당역 종착 천왕기지 입고 열차 당역 종착                                                  |
| 4 | ● 서울 지하철 7호선 | 까치울 · 부천시청(부천아트센터)·삼산체육관(한국만화박물관·웹툰융합센터)·부평구청(세림병원)·석남(거북시장) 방면 | 까치울 · 부천시청(부천아트센터)·삼산체육관(한국만화박물관·웹툰융합센터)·부평구청(세림병원)·석남(거북시장) 방면 |

## 역 주변
- 예림디자인고등학교
- 부천동곡초등학교
- 서서울생활과학고등학교
- 서울럭비경기장
- 서울오정초등학교
- 서울온수초등학교
- 서울정진학교
- 성공회대학교
- 성베드로학교
- 수궁동주민센터
- 예수수도회
- 부천시 역곡동
- 부천시 부천동
- 온수산업단지
- 우신중학교
- 우신고등학교
- 세종과학고등학교
- 연세중앙교회
- 유한공업고등학교
- 유한대학교
- 온수동공영차고지(서울교통네트웍 온수영업소, 온수동CNG충전소)

## 이용객 변동
7호선의 2000년 자료는 개통일인 2000년 2월 29일(화요일)부터 12월 31일(일요일)까지인 307일 기준으로 환산한 것이다.
| 노선  | 노선    | 일평균 인원수 (명/일) | 일평균 인원수 (명/일) | 일평균 인원수 (명/일) | 일평균 인원수 (명/일) | 일평균 인원수 (명/일) | 일평균 인원수 (명/일) | 일평균 인원수 (명/일) | 일평균 인원수 (명/일) | 일평균 인원수 (명/일) | 일평균 인원수 (명/일) | 각주                  | 각주                  | 각주  |
| 노선  | 노선    | 2000년                | 2001년                | 2002년                | 2003년                | 2004년                | 2005년                | 2006년                | 2007년                | 2008년                | 2009년                | 각주                  | 각주                  | 각주  |
| ----- | ------- | --------------------- | --------------------- | --------------------- | --------------------- | --------------------- | --------------------- | --------------------- | --------------------- | --------------------- | --------------------- | --------------------- | --------------------- | ----- |
| 1호선 | 승차    | 7,849                 | 8,889                 | 9,673                 | 10,212                | 7,204                 | 7,764                 | 7,230                 | 7,641                 | 7,584                 | 7,598                 | [ 7 ]                 | [ 7 ]                 | [ 7 ] |
| 1호선 | 하차    | 5,968                 | 8,659                 | 9,401                 | 9,466                 | 7,042                 | 7,445                 | 7,650                 | 7,244                 | 7,190                 | 7,208                 | [ 7 ]                 | [ 7 ]                 | [ 7 ] |
| 7호선 | 승차    | 3,303                 | 4,863                 | 5,391                 | 5,830                 | 6,022                 | 6,519                 | 7,077                 | 7,524                 | 8,012                 | 8,635                 | [ 8 ]                 | [ 8 ]                 | [ 8 ] |
| 7호선 | 하차    | 3,229                 | 4,422                 | 4,803                 | 5,374                 | 5,425                 | 5,842                 | 6,162                 | 6,547                 | 7,055                 | 7,599                 | [ 8 ]                 | [ 8 ]                 | [ 8 ] |
| 7호선 | 승·하차 | 6,532                 | 9,285                 | 10,194                | 11,204                | 11,447                | 12,362                | 13,240                | 14,070                | 15,067                | 16,234                | [ 8 ]                 | [ 8 ]                 | [ 8 ] |
| 노선  | 노선    | 일평균 인원수 (명/일) | 일평균 인원수 (명/일) | 일평균 인원수 (명/일) | 일평균 인원수 (명/일) | 일평균 인원수 (명/일) | 일평균 인원수 (명/일) | 일평균 인원수 (명/일) | 일평균 인원수 (명/일) | 일평균 인원수 (명/일) | 일평균 인원수 (명/일) | 일평균 인원수 (명/일) | 일평균 인원수 (명/일) | 각주  |
| 노선  | 노선    | 2010년                | 2011년                | 2012년                | 2013년                | 2014년                | 2015년                | 2016년                | 2017년                | 2018년                | 2019년                | 2020년                | 2021년                | 각주  |
| 1호선 | 승차    | 8,063                 | 8,493                 | 8,515                 | 8,053                 | 7,990                 | 7,998                 | 8,119                 | 7,851                 | 7,948                 | 8,341                 | 5,907                 | 6,099                 | [ 7 ] |
| 1호선 | 하차    | 7,587                 | 8,074                 | 8,088                 | 7,694                 | 7,538                 | 7,611                 | 7,746                 | 7,549                 | 7,722                 | 8,104                 | 5,695                 | 5,815                 | [ 7 ] |
| 7호선 | 승차    | 10,083                | 10,753                | 11,220                | 11,334                | 11,314                | 11,044                | 10,983                | 10,640                | 10,771                |                       |                       |                       | [ 8 ] |
| 7호선 | 하차    | 8,765                 | 9,422                 | 9,974                 | 10,732                | 10,710                | 10,438                | 10,443                | 10,215                | 10,374                |                       |                       |                       | [ 8 ] |
| 7호선 | 승·하차 | 18,848                | 20,175                | 21,194                | 22,066                | 22,024                | 21,482                | 21,426                | 20,855                | 21,145                |                       |                       |                       | [ 8 ] |

## 배선도
1호선과 경인선의 배선도는 다음과 같다. 가운데 선은 급행, 특급 열차의 통과선이다.

## 인접한 역
| 경인선               | 경인선                                           | 경인선               |
| -------------------- | ------------------------------------------------ | -------------------- |
| 144 오류동 연천 방면 | ● 수도권 전철 1호선 경원-경인선 완행·경원선 급행 | 146 역곡 인천 방면   |
| 서울 지하철 7호선    |                                                  |                      |
| 749 천왕 장암 방면   | ● 서울 지하철 7호선                              | 751 까치울 석남 방면 |

## 사진

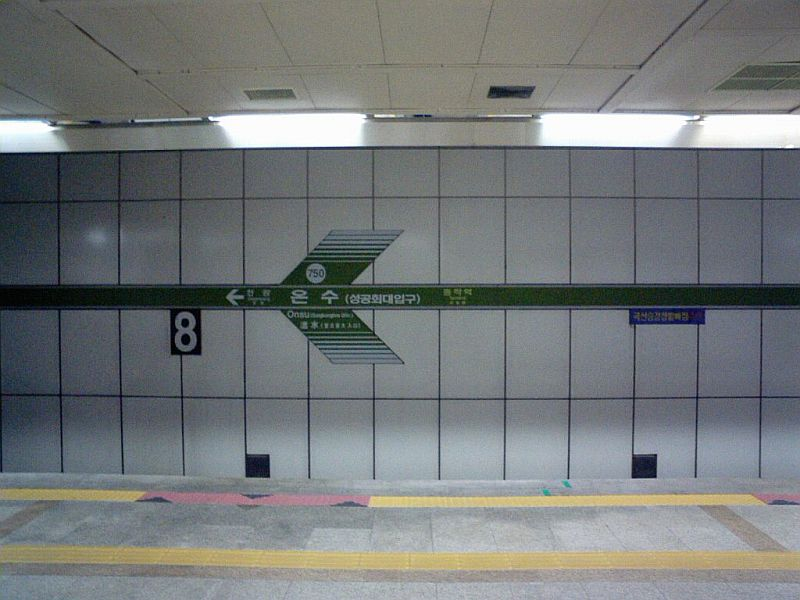
7호선 장암 방향 승강장(스크린도어 설치·부평구청역~온수역 구간 추가 개통 전, 서울특별시 도시철도공사 시절)
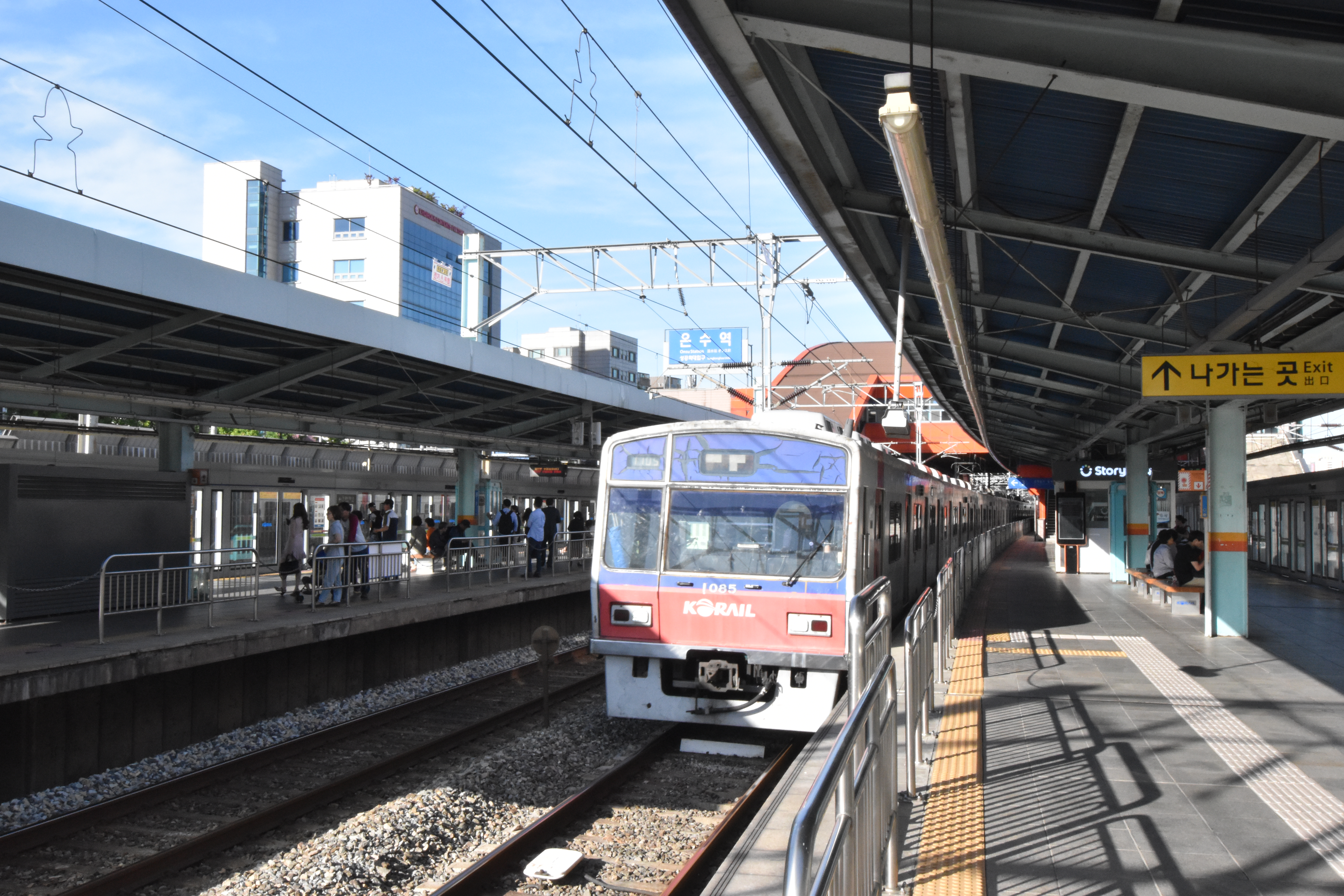
경인선 급행 통과 승강장(좌), 1호선 인천 방향 승강장(스크린도어 설치 전)
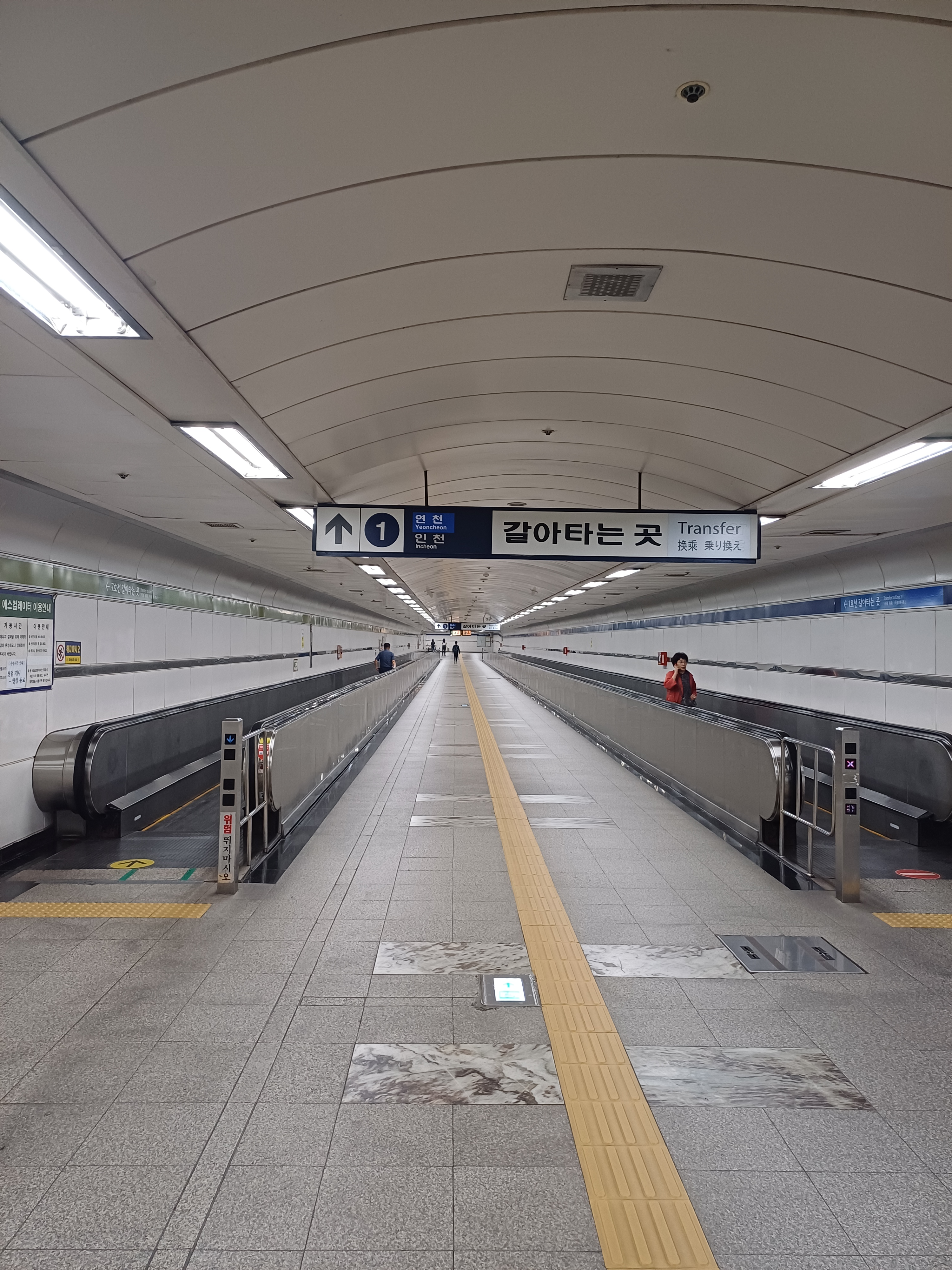
환승통로
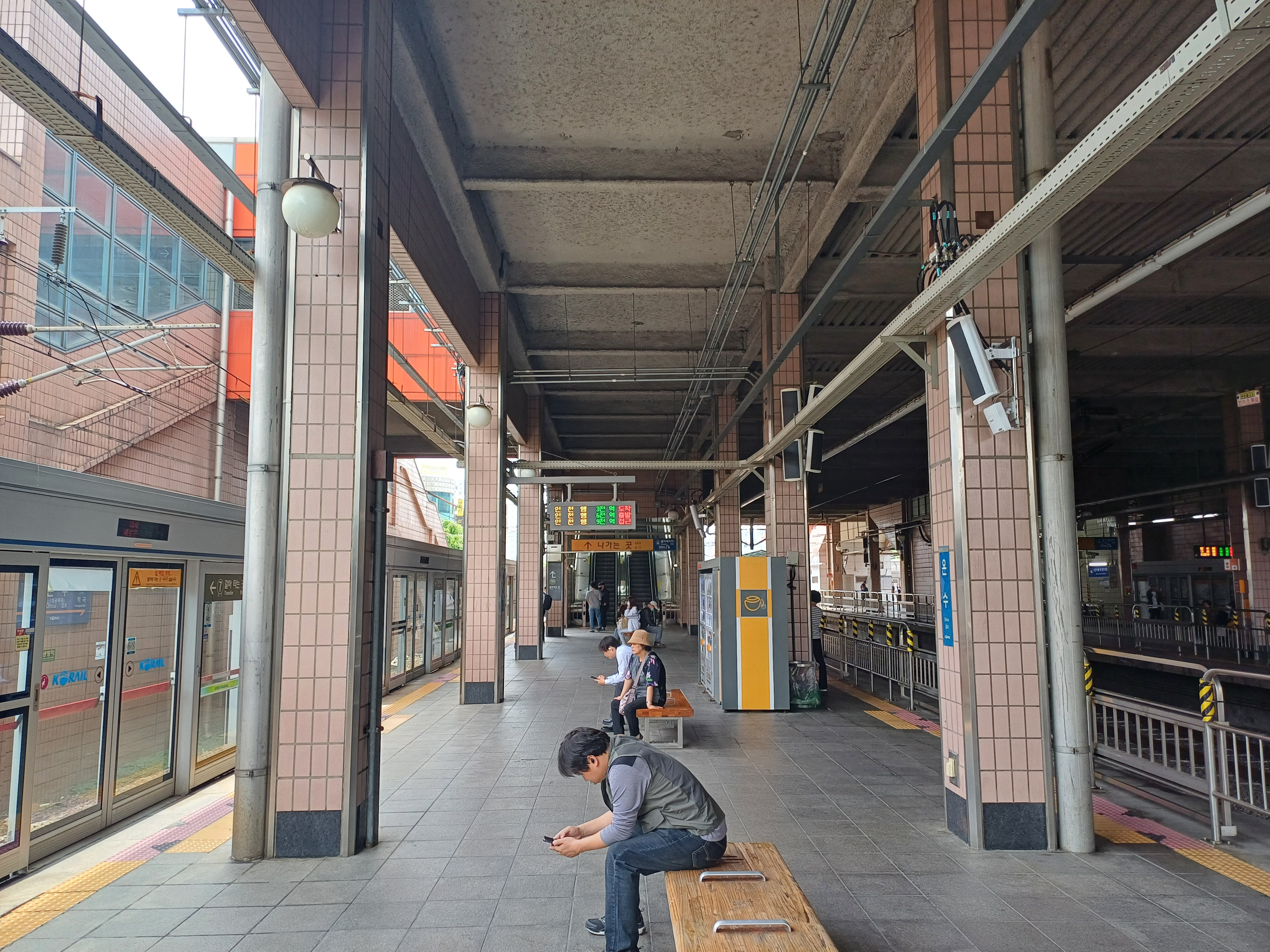
1호선 온수역 승강장 2